# Albena

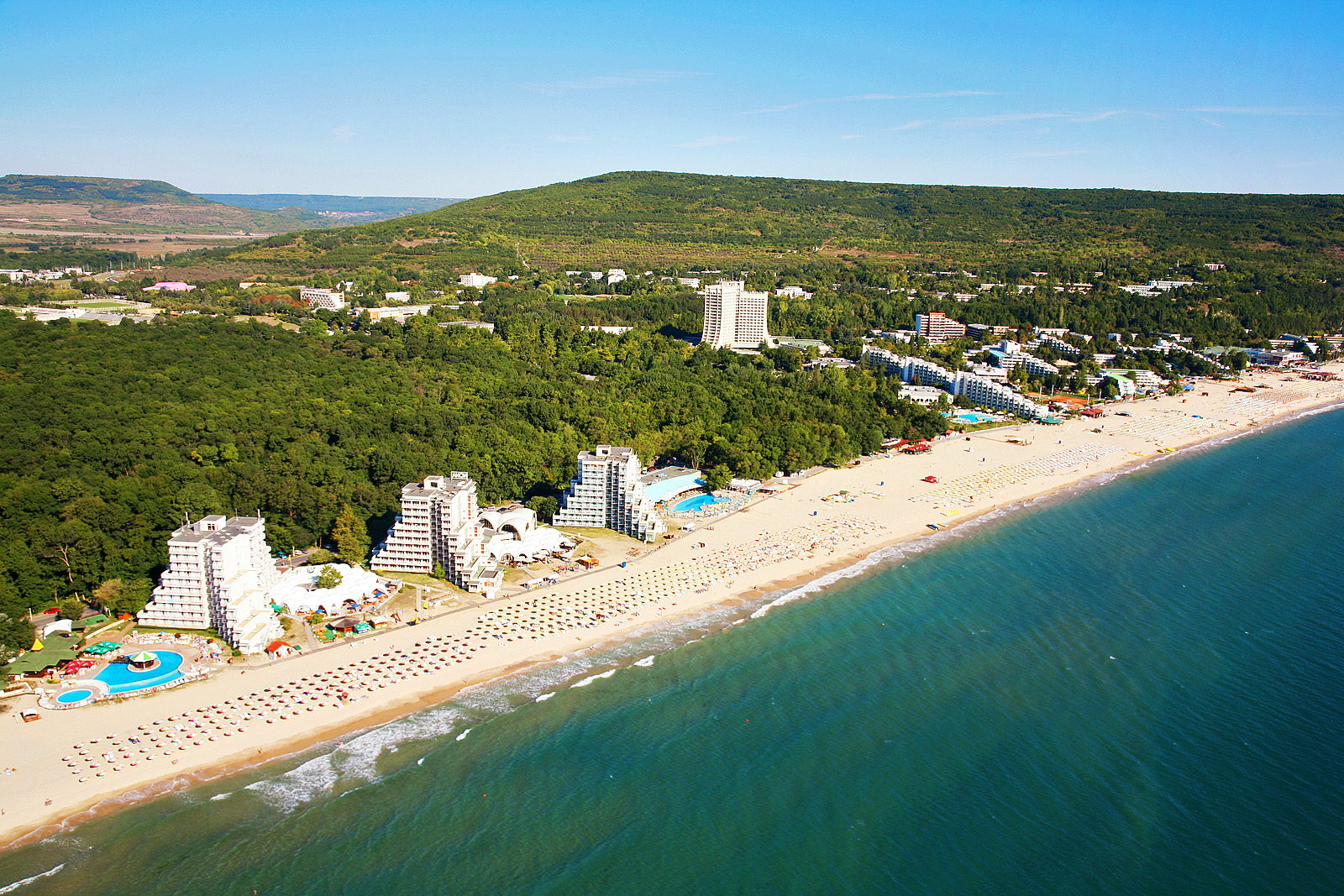
Albena

Albena är en turistort i norra Bulgarien vid svartahavskusten. Albena är en modern och välordnad sommarort vid havet som byggdes i mitten på 1950-talet. De flesta hotellen är nyrenoverade, samt några helt nybyggda under 2000-talet